# Qullissat
Qullissat est un ancien établissement du Groenland, situé dans la municipalité d'Avannaata. Il s'agit d'une colonie minière établie pour exploiter les ressources en charbon de l'île de Disko. La mine a été exploitée pendant 48 ans, jusqu'en 1972, sa fermeture entraînant l'abandon de Qullissat.

## Histoire
Qullissat n'est pas un campement traditionnel inuit. Il est fondé en 1924 pour l'exploitation du charbon, et a compté au maximum 1 200 habitants, notamment des Danois, Suédois et Britanniques.
Kuupik Kleist, premier ministre du Groenland, est né à Qullissat, et est la dernière personne à y avoir été confirmée, avant que l'établissement ne soit abandonné en 1972.

## Géographie
Qullissat était situé sur la côte nord-est de l'île de Disko, le long du détroit de Sullorsuaq, et face à la péninsule de Nuussuaq de l'autre côté du détroit, lequel est large de 20 kilomètres.

## Personnalités
- Kuupik Kleist (né en 1958), premier ministre du Groenland de 2009 à 2013.
- Aka Høegh (née en 1947), artiste groenlandaise.

## Sources
- (en) Cet article est partiellement ou en totalité issu de l’article de Wikipédia en anglais intitulé « Qullissat » (voir la liste des auteurs).